# سقوط الدولة العثمانية
تفكك وسقوط الدولة (1908–1922) هي آخر مرحلة من مراحل الدولة العثمانية، بدأت مع اندلاع ثورة تركيا الفتاة التي أعادت دستور 1876 العثماني وأدخلت ديمقراطية تعدد الأحزاب بنظام انتخابي على مرحلتين (قانون انتخابي) في ظل البرلمان العثماني. أعطى الدستور الأمل بتحرير مواطني السلطنة لتحديث مؤسساتها وحل التوترات الطائفية. ولكن بدلاً من ذلك، أظهرت تلك المرحلة هشاشة الخلافة وشفق انهيارها.
وبالرغم من الإصلاحات العسكرية العثمانية، إلا أن الجيش العثماني واجه هزيمة كارثية في الحرب الإيطالية التركية (1911-1912) وحروب البلقان (1912-1913)، مما أدى إلى طرد العثمانيين من شمال إفريقيا وتقريبًا خارج أوروبا. كان سبب الاضطرابات المستمرة التي أدخلت العثمانيين الحرب العالمية الأولى هو الانقلاب المضاد 1909 الذي سبق واقعة 31 مارس، ثم انقلاب 1912 والانقلاب العسكري 1913 في السلطنة. انتهت مساهمة العثمانيين في الحرب العالمية الأولى في مسرح الشرق الأوسط بتقسيم أراضي السلطنة بموجب شروط معاهدة سيفر. تلك المعاهدة التي صيغت في مؤتمر لندن بحيث خصصت أرضًا اسمية للعثمانيين وسمحت ببقاء «الخلافة العثمانية» (على غرار الفاتيكان دولة كهنوتية-ملكية يحكمها البابا الكاثوليكي)، مما يجعلهم ضعفاء فلا يشكلوا أي تهديد على الأوربيين.
أدى احتلال العاصمة أستانة (اسطنبول) إلى جانب احتلال إزمير إلى تحريك الحركة الوطنية التركية التي انتصرت في حرب الاستقلال التركية. قامت الجمعية الوطنية الكبرى لتركيا في 1 نوفمبر 1922 بالإلغاء الرسمي للسلطنة العثمانية. واعتبرت السلطان شخصًا غير مرغوب به في الأراضي التي حكمتها الأسرة العثمانية منذ سنة 1299.

## فكرة عامة

### الصراعات الاجتماعية
أصبحت أوروبا تحت سيطرة الدول القومية مع ظهور الفكر القومي فيها. أما الدولة العثمانية فكانت سلطنة ذات توجه ديني. ولكن شهد القرن 19 صعود القومية في الدولة العثمانية فنتج عنه استقلال اليونان سنة 1821 وصربيا في 1835 وبلغاريا سنة 1877-1878. مات العديد من الأهالي المسلمين في تلك البلدان أثناء النزاعات والمذابح بينما هرب آخرون. وعلى عكس الدول الأوروبية، لم تبذل السلطنة أي محاولة لدمج الشعوب التي احتلتها من خلال الاستيعاب الثقافي. لم يكن لدى الباب العالي سياسة رسمية لتحويل غير المسلمين في البلقان أو الأناضول إلى الإسلام. وعلى العكس كانت السياسة العثمانية تحكم من خلال نظام الملل، الذي يتألف من مجتمعات طائفية لكل دين. 
لم تدمج السلطنة فتوحاتها بالاقتصاد نهائيًا، وبالتالي لم تنشئ رابطًا ملزمًا مع رعاياها. وحاولت خلال سنوات 1828-1908 اللحاق بالتصنيع والسوق العالمية الناشئة بسرعة من خلال إصلاح الدولة والمجتمع، نشأ مفهوم العثمانية من العثمانيين الشباب الذين استوحوها من مونتسكيو وروسو والثورة الفرنسية، فعززت المساواة بين الملل وحددت بأن الرعايا متساوون أمام القانون. ويعتقد أنصار مفهوم العثمانية أن قبول جميع الأعراق والديانات المنفصلة داخل الدولة العثمانية يمكن أن يحل القضايا الاجتماعية. بعد إصلاح التنظيمات، تم إدخال تغييرات كبيرة في هيكل الدولة. ولكن جوهر نظام الملل لم يمس، وإن طبقت السياسات العلمانية وتنظيماتها. كان من المقرر تطبيق التعليم الابتدائي والتجنيد العثماني على المسلمين وغير المسلمين على حد سواء. وجادل مايكل هيشتر بأن صعود القومية في الدولة العثمانية هو رد فعل عنيف ضد المحاولات العثمانية لفرض أشكال من الحكم أكثر مباشرة ومركزية على السكان الذين كانوا يتمتعون في السابق باستقلال ذاتي كبير.

### المشاكل الاقتصادية

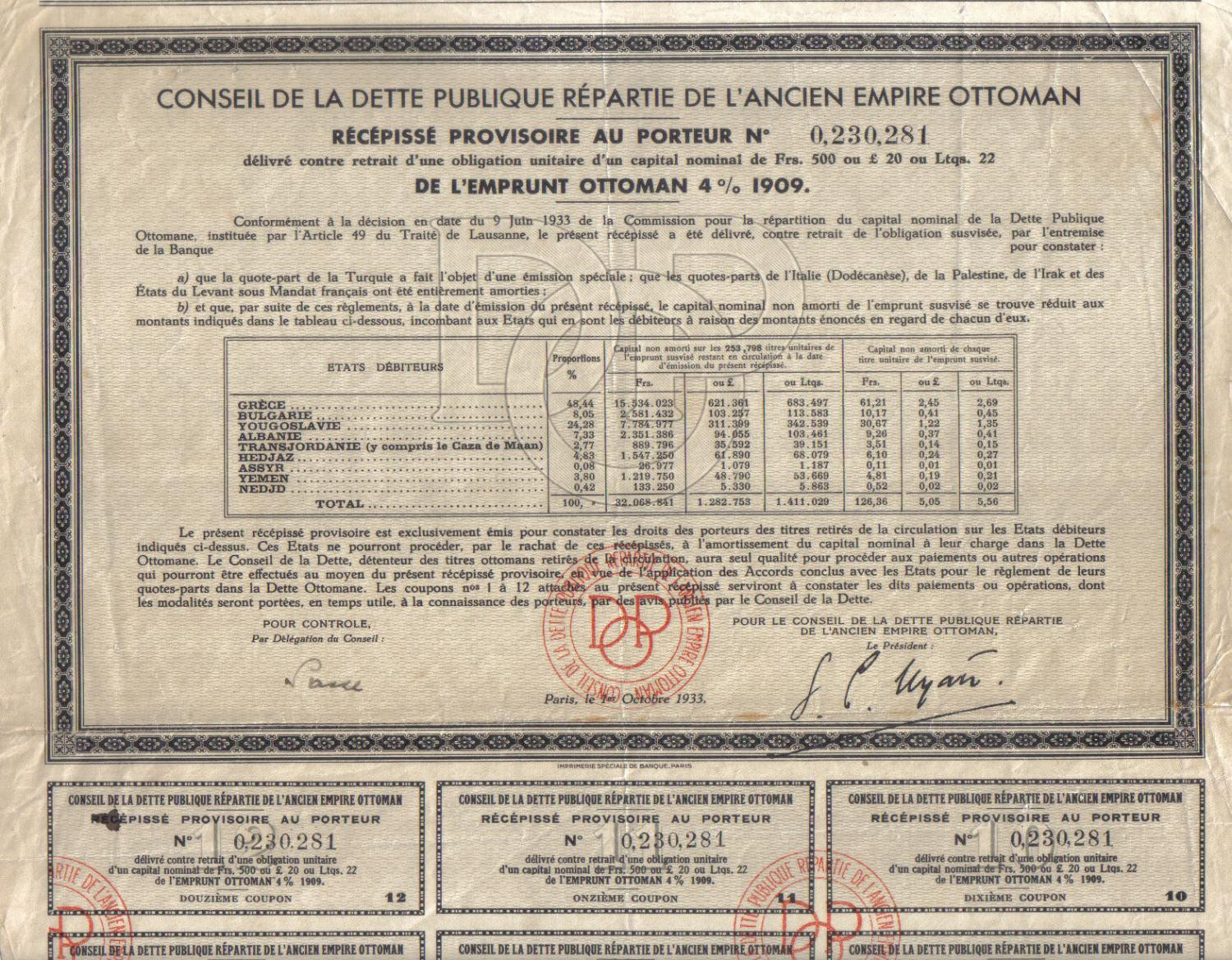
شهادة مؤقتة لسنة 1933 مخصصة لحملة سندات قرض في 1909 تعاقدت عليه السلطنة العثمانية السابقة.

كانت الامتيازات الأجنبية هي الموضوع الرئيسي في تلك الفترة. كان يعتقد أن المساعدة الأجنبية الواردة مع الامتيازات يمكن أن تفيد السلطنة. فأنشأ عبد الحميد الثاني في عهده مؤسسات اقتصادية وبنية تحتية جديدة (شركات التأمين والبنوك والموانئ والسكك الحديدية) ولكن عند فحصها عن كثب، نرى إنها مملوكة لأجانب أو في بعض الأحيان بالشراكة مع عثمانيين غير مسلمين. وتميز عهده بارتفاع كلفة خدمة الدين الحكومي. وكان الدين العام العثماني جزءًا من مخطط أكبر للسيطرة السياسية، سعت من خلاله المصالح التجارية العالمية إلى اكتساب مزايا ربما لم تكن في صالح السلطنة. فكانت إدارة الدين العام العثماني يديره مجلس مكون من سبعة أعضاء، خمسة منهم من الأجانب، ولها سلطة إدارة الدين وامتدت سلطتها إلى البنك العثماني (أو البنك المركزي). بلغ إجمالي ديون السلطنة قبل الحرب العالمية 716 مليون دولار. فرنسا تمتلك 60% من إجمالي الدين، وألمانيا 20% والمملكة المتحدة 15%. سيطرت إدارة الدين العثماني على العديد من الإيرادات المهمة الدولة. ولمجلس إدارتها سلطة على الشؤون المالية؛ امتدت سيطرتها حتى لتحديد الضريبة على الثروة الحيوانية في المقاطعات. وشهد عصره الأزمات الاقتصادية في القرن التاسع عشر (كان الكساد الطويل ركودًا اقتصاديًا عالميًا)، فالاستغلال والوصاية العدوانيتان من جانب الدول الصناعية جعل السلطنة دولة شبه استعمارية. وفوق هذا فقد سعى المسؤولون العثمانيون الذين مثلوا ولايات قضائية مختلفة، إلى الحصول على رشاوى في كل فرصة وحجب عائدات النظام الضريبي الفاسد والتمييزي، فدمر الابتزاز كل صناعة تكافح للبقاء، وقاتلوا كل عروض الاستقلال من جانب العديد من شعوب الخاضعة للدولة.

## المشروطية الثانية 1908-1920

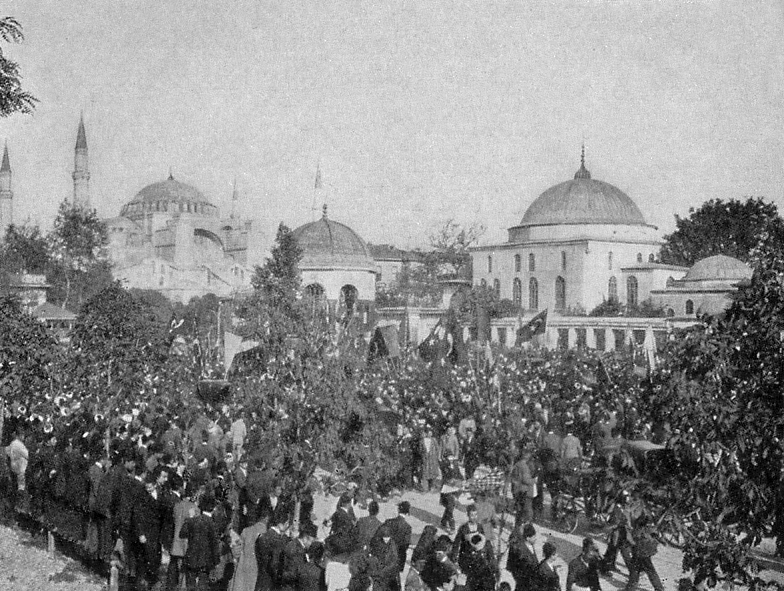
مظاهرة عامة دعما لثورة تركيا الفتاة في ناحية السلطان أحمد -إسطنبول 1908

### السلطان عبد الحميد 1908-1909
أسس السلطان عبد الحميد الملكية الدستورية سنة 1876 خلال ما يعرف بـ المشروطية الأولى. ثم ألغى هذا النظام بعدها بعامين في سنة 1878.

#### ثورة تركيا الفتاة
في يوليو 1908 غيرت ثورة تركيا الفتاة الهيكل السياسي للسلطنة. فتمرد تركيا الفتاة على الحكم المطلق للسلطان عبد الحميد الثاني لتأسيس العصر الدستوري الثاني. فاستسلم السلطان عبد الحميد الثاني في 24 يوليو 1908 وأعاد دستور 1876 العثماني.
خلقت الثورة ديمقراطية متعددة الأحزاب. أعلنت حركة تركيا الفتاة بعد أن كانت سرية عن أحزابها.(ص.32) من بينها جمعية الاتحاد والترقي، وحزب الحرية والائتلاف المعروف أيضًا باسم الاتحاد الليبرالي أو الوفاق الليبرالي.
كانت هناك أحزاب أصغر مثل الحزب الاشتراكي العثماني والأحزاب العرقية التي مثل الحزب الاتحادي الشعبي (القسم البلغاري) والنوادي الدستورية البلغارية وحزب العمل الاشتراكي الديمقراطي اليهودي في فلسطين، والجمعية العربية الفتاة والأرمن المنظمين في إطار الحزب الأرمني وحزب الهنشاك وحزب الطاشناق.
في البداية كانت هناك رغبة في بقاء الأحزاب موحدة، وكانت المجموعات المتنافسة ترغب في الحفاظ على دولة مشتركة. تعاونت المنظمة الثورية المقدونية الداخلية (IMRO) مع أعضاء جمعية الاتحاد والترقي، وانضم اليونانيون والبلغاريون إلى حزب الحرية والائتلاف ثاني أكبر الأحزاب. رحب الجناح الفيدرالي البلغاري بالثورة، وانضموا لاحقًا إلى السياسة السائدة باسم الحزب الاتحادي الشعبي (القسم البلغاري). شكل المركزيون السابقون في المنظمة المقدونية IMRO النوادي الدستورية البلغارية وساهموا مثل الحزب البلغاري في الانتخابات العثمانية العامة 1908.

#### البرلمان الجديد
سبقت الانتخابات العثمانية العامة 1908 حملات سياسية. ففي صيف 1908 قدمت جمعية الاتحاد والترقي عدة مقترحات سياسية. حيث صرحت في بيانها الانتخابي بأنها تسعى إلى تحديث الدولة من خلال إصلاح التمويل والتعليم، وتعزيز الأشغال العامة والزراعة، ومبادئ المساواة والعدالة. فيما يتعلق بالقومية:(أرميني - كردي - تركي..) حدد الاتحاد والترقي بأن الأتراك هم «الأمة المهيمنة» التي يجب أن تنتظم السلطنة حولها، على عكس موقف الألمان في النمسا-المجر. وفقا لرينولدز هناك أقلية صغيرة في السلطنة هيمنت بنفسها على الوحدة التركية.
وجرت تلك الانتخابات في أكتوبر ونوفمبر 1908. وعارض الاتحاد الليبرالي مرشحي الاتحاد والترقي، وركز على من يعارضون هؤلاء المرشحين. ويعتقد الأمير صباح الدين الذي عاد من منفاه الطويل، أن الحكومة اللامركزية هي الأفضل في المقاطعات غير المتجانسة. إلا أن الاتحاد الليبرالي ضعيف التنظيم في المقاطعات، لذلك فشل في إقناع مرشحي الأقليات بدخول الانتخابات تحت رايته؛ كما أنه فشل في الاستفادة من الدعم المستمر للنظام القديم في المناطق الأقل نموًا.
وفي سبتمبر 1908 تم افتتاح خط حديد الحجاز من دمشق إلى المدينة المنورة، والذي بدأ بناؤه سنة 1900، وأعاد هذا الخط حكم العثمانيين بقوة إلى الحجاز واليمن. ولكن كانت القبائل العربية تسيطر تاريخيًا على داخل شبه الجزيرة العربية. ومع انتهاء خط السكة الحديد، كان الوهابيون قد فرضوا أنفسهم بقيادة عبد العزيز آل سعود.
شعرت المجتمعات المسيحية في البلقان أن الاتحاد والترقي لم يعد تمثل تطلعاتهم. لقد استمعوا إلى حججه من قبل في إطار إصلاحات التنظيمات:
أصبح النظام متعدد الرؤوس، حيث تتعايش الهياكل القديمة مع الجديدة، حتى سيطر الاتحاديون بالكامل على الحكومة في 1913، وفي ظل فوضى التغيير مارسوا السلطة دون مساءلة.

#### الملحقات
في 5 أكتوبر 1908 أعلنت بلغاريا استقلالها وأُعلنت إمبراطورية من قبل الأمير فيردناند البلغاري في العاصمة القديمة ترنوفو، الذي أتخذ بعدها لقب «القيصر».
وفي 6 أكتوبر 1908 اندلعت الأزمة البوسنية عندما أعلنت النمسا-المجر ضم البوسنة والهرسك إليها، وهي مناطق تقع رسمياً ضمن سيادة العثمانية. تم توقيت هذا الإجراء الأحادي ليتزامن مع إعلان بلغاريا استقلالها عن الإمبراطورية. احتجت الدولة العثمانية على إعلان بلغاريا بقوة أكبر من ضم البوسنة والهرسك، التي لم يكن لديها أي احتمالات عملية لحكمها. فجرت مقاطعة للبضائع والمتاجر النمساوية المجرية، مما ألحق خسائر تجارية بأكثر من 100,000,000 كرونة في النمسا-المجر. وافقت النمسا والمجر على دفع 2.2 مليون ليرة للعثمانيين تعويض عن البوسنة والهرسك. أما استقلال بلغاريا فلا يمكن التراجع عنه.
استغل نواب كريت ثورة 1908 وكذلك توقيت إجازة زيميس بعيدًا عن الجزيرة، فأعلنوا اتحادهم مع اليونان. واستمرت المشكلة دون حل بين السلطنة والكريتيون حتى 1909، بعد أن انتخب البرلمان هيكله الحاكم (مجلس الوزراء الأول)، فقرر حزب الاتحاد والترقي الحاكم أنه سيتم حل المشكلة عن طريق المفاوضات إذا تم الحفاظ على النظام واحترام حقوق المسلمين.

#### حكومة الاتحاد والترقي
افتتح السلطان مجلس الأعيان العثماني في 17 ديسمبر 1908، وجاء العام الجديد بنتائج تلك الانتخابات. فاجتمع مجلس النواب في 30 يناير 1909. احتاج الاتحاد والترقي إلى إستراتيجية لتحقيق مُثلهم العثمانية. أصبحت مهمة وقف انهيار الدولة عبء على صاحب مقاعد الأغلبية. ومع ذلك ربما وصل النظام الجديد بعد فوات الأوان ليكون له أي تأثير. كانت السلطنة في صراع مستمر فعلي، ولم يتبق سوى أربع سنوات فقط لاندلاع الحرب العظمى.
وفي سنة 1909 لم تتمكن قوانين النظام العام والشرطة من حفظ النظام وضبطه. كان المتظاهرون على استعداد للمخاطرة بالانتقام للتعبير عن مظالمهم. في الأشهر الثلاثة التي أعقبت تنصيب النظام الجديد، كان هناك أكثر من 100 إضراب معظمها في العاصمة أستانة وسلانويك مشكلًا ثلاثة أرباع القوة العاملة للإمبراطورية. كان السلطان فوق النقد في الإضرابات السابقة (الثورات الضريبية في الأناضول في 1905-1907) وأن الموظفين البيروقراطيون والإداريون فاسدين؛ هذه المرة نال الاتحاد والترقي اللوم، ففي البرلمان اُتهِم بالسلطوية. فواصل الصدر الأعظم لعبد الحميد سعيد باشا وكامل باشا ووزير خارجيته توفيق باشا مهام مناصبهم. لقد أصبحوا الآن مستقلين عن السلطان وكانوا يتخذون إجراءات لتقوية الباب العالي ضد تعديات كل من القصر والاتحاديين. ومع ذلك فإن سعيد وكامل من رجال النظام القديم.
بعد تسعة أشهر من تشكيل الحكومة الجديدة، ظهر السخط في حركة أصولية حاولت التشكيك بالدستور وإعادته إلى نظام ملكي. اكتسب الانقلاب العثماني المضاد 1909 زخماً عندما وعد السلطان باستعادة الخلافة والقضاء على السياسات العلمانية واستعادة حكم الشريعة الإسلامية. كما ألغى الاتحاديون توقيت الشعائر الدينية. فاندلعت مظاهرات متمردة قام بها ضباط فوج محرومون في 13 أبريل 1909، ففقدت جمعية الاتحاد والترقي السيطرة على الوضع وأجبرت على مغادرة العاصمة فانهارت الحكومة.(ص.33) وفي 27 أبريل 1909 قام القائد محمود شوكت باشا وشكل «جيش الحركة» من الفصائل الاتحادية داخل الجيش، فانضم إليه بعض الضباط الاتحاديين الأدنى رتبة مثل أنور بك ونيازي بك وجمال بك بالإضافة إلى رؤساء جمهورية تركيا المستقبليين مصطفى كمال بك وعصمت باي. وبلغ ذروة قوته في واقعة 31 مارس، واستخدمت فرقة المشاة الاحتياطية الحادية عشرة من الجيش الثالث في سالونيك. شارك بعض قادة الجناح الفيدرالي البلغاري مثل ساندانسكي وتشرنوبيف في مسيرة إلى العاصمة لمنع محاولة تفكيك الدستور. فتمكنوا من استعادة النظام بعد عدة محاكمات عسكرية وإعدامات، فعاد الهدوء إلى إسطنبول خلال أيام قليلة. وبسبب ذلك تم عزل عبد الحميد الثاني من العرش وعين مكانه السلطان محمد الخامس.
كان ألبان تيرانا وإيلبصان من بين المجموعات الأولى التي انضمت إلى الحركة الدستورية. على أمل أن يكسب شعبهم الاستقلال الذاتي داخل السلطنة. ومع ذلك بسبب تغيير الحدود الوطنية في البلقان، تعرض الألبان للتهميش، فأصبح شعب بدون وطن. فانتشرت الصحوة الوطنية الألبانية، وكان العامل الأكثر أهمية الذي يوحد الألبان لغتهم المنطوقة الذي يفتقر إلى الشكل الأدبي القياسي وحتى الأبجدية القياسية. وفي ظل النظام الجديد رفع الحظر العثماني عن مدارس اللغة الألبانية وكتابة اللغة الألبانية. كما دعا النظام الجديد إلى التضامن الإسلامي لكسر وحدة الألبان واستخدم رجال الدين المسلمين لمحاولة فرض الأبجدية العربية. رفض الألبان الخضوع لحملة «عثمنتهم» بالقوة. نتيجة لذلك اختار المفكرون الألبان في مؤتمر مناستير في 22 نوفمبر 1908 الأبجدية اللاتينية بديلا عن الأبجدية العربية.

### محمد الخامس 1909-1918
أُطيح بالسلطان عبد الحميد الثاني بعد واقعة 31 مارس 1909، وجلس مكانه السلطان محمد الخامس.

#### الدستور المنقح
في 5 أغسطس 1909 اعتمد السلطان الجديد محمد الخامس الدستور المنقح، الذي أعلن المساواة -كما الذي قبله- بين جميع الأشخاص في مسألة الضرائب والخدمة العسكرية (سمح للمسيحيين بالالتحاق بالجيش لأول مرة) والحقوق السياسية. وكان يُنظر إليه على أنه خطوة كبيرة لإرساء قانون عام لجميع الرعايا. فتقلص منصب السلطان إلى حد كبير فأصبح صوريًا، مع الاحتفاظ ببعض السلطات الدستورية مثل القدرة على إعلان الحرب. ولكن لم يستطع الدستور الجديد الهادف إلى تحقيق المزيد من السيادة للشعب معالجة بعض الخدمات العامة، مثل الدين العام العثماني أو البنك العثماني أو إدارة الدين العام بسبب طابعها الدولي. وانطبق الشيء نفسه مع معظم الشركات التي شكلت لتنفيذ الأشغال العامة مثل سكة حديد بغداد وتجارة التبغ والسجائر التي احتكرتهما شركتين فرنسيتين: شركة الريجي وتبغ الناركيلة.

#### الحرب الإيطالية 1911

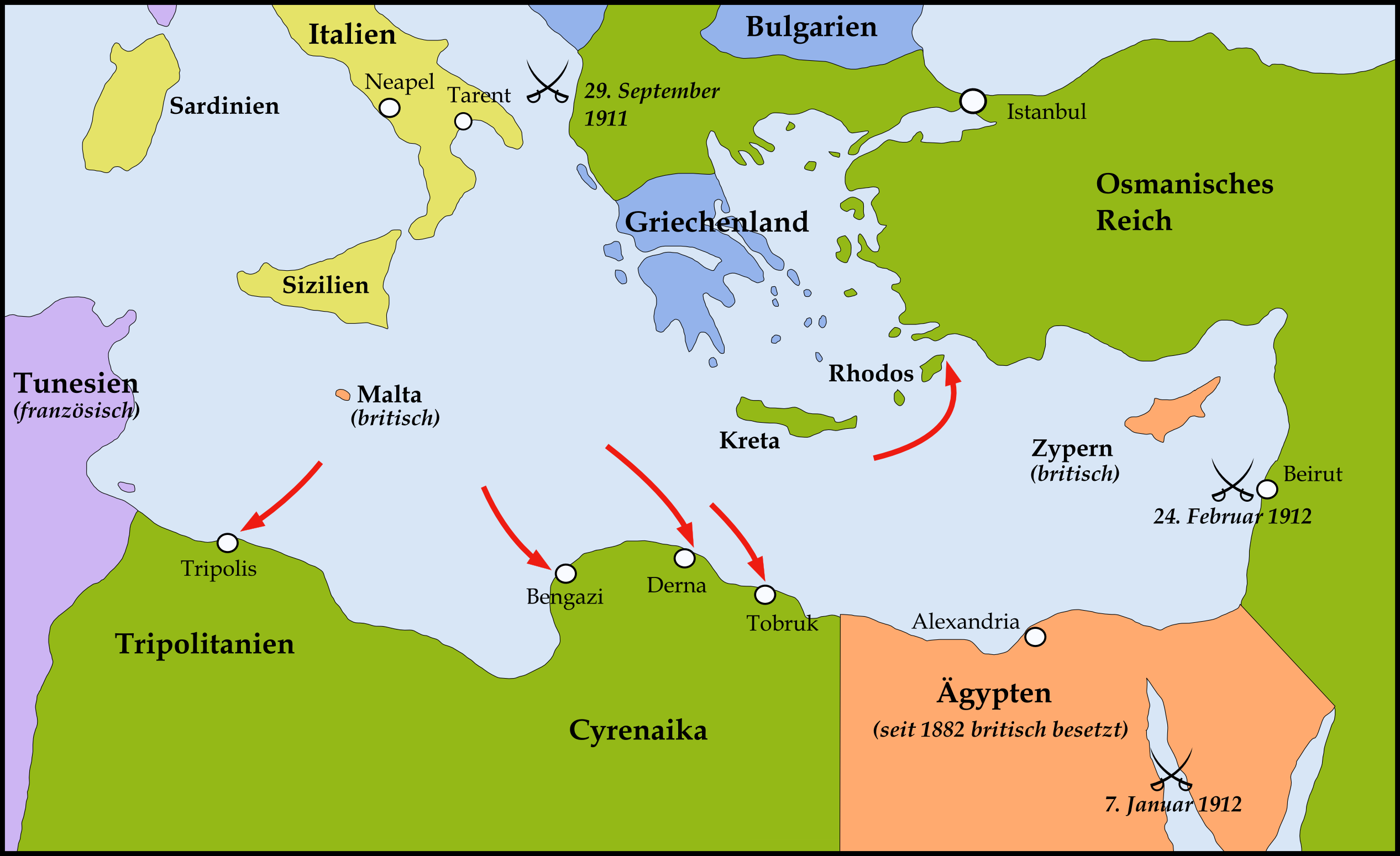
الإنزال الإيطالي في ليبيا ورودس

عندما أعلنت إيطاليا الحرب على السلطنة في 29 سبتمبر 1911، مطالبة بطرابلس وبرقة. كانت استجابة السلطنة ضعيفة، لذا استولت القوات الإيطالية بسهولة على تلك المناطق في 5 نوفمبر من ذلك العام (تم تأكيد هذا الفعل بموجب قانون صادر عن البرلمان الإيطالي في 25 فبراير 1912). على الرغم من صغر حجم الحرب، إلا أنها أشعلت القومية في دول البلقان، فكانت المقدمة للحرب العالمية الأولى.
خسر العثمانيون آخر أراضيهم الأفريقية التي كانت تخضع لحكم مباشر. فأرسل الإيطاليون أيضًا أسلحة إلى الجبل الأسود، وحرضوا الألبان على الإنشقاق، واستولوا على رودس. نظرًا لسهولة هزيمة الإيطاليين للجيش العثماني غير المنظم هاجم أعضاء عصبة البلقان الدولة العثمانية قبل انتهاء حربها مع إيطاليا. وفي 18 أكتوبر 1912 وقعت إيطاليا والسلطنة معاهدة أوشي بالقرب من لوزان. التي سُميت أيضًا باسم معاهدة لوزان الأولى.

#### انتخابات 1912
كان الاتحاد الليبرالي في تقاسم السلطة مع الاتحاديين عندما اندلعت حرب البلقان الأولى في أكتوبر. وبسبب التزوير والعنف الانتخابي فاز الاتحاد والترقي بـ 269 مقعدًا من أصل 275 مقعدًا في البرلمان، وعرفت تلك الانتخابات باسم «انتخاب الهراوات»، ونال الاتحاد الليبرالي ستة مقاعد فقط. فوجه الاتحاديون كل الجهود نحو تبسيط الحكومة، ورفض اللامركزية (موقف الاتحاد الليبرالي)، وترشيد الإدارة (البيروقراطية)، وتقوية القوات المسلحة. فالاتحاد والترقي الذي نال على التفويض العام من الأقطاب، لم يعطي أي حل وسط مع أحزاب الأقليات مثل أسلافه (أي السلطان عبد الحميد). كانت السنوات الثلاث الأولى في العلاقات بين النظام الجديد والقوى العظمى محبطة ومخيبة. رفضت القوى تقديم أي تنازلات بشأن امتيازاتها وفك قبضتها على الشؤون الداخلية للسلطنة.

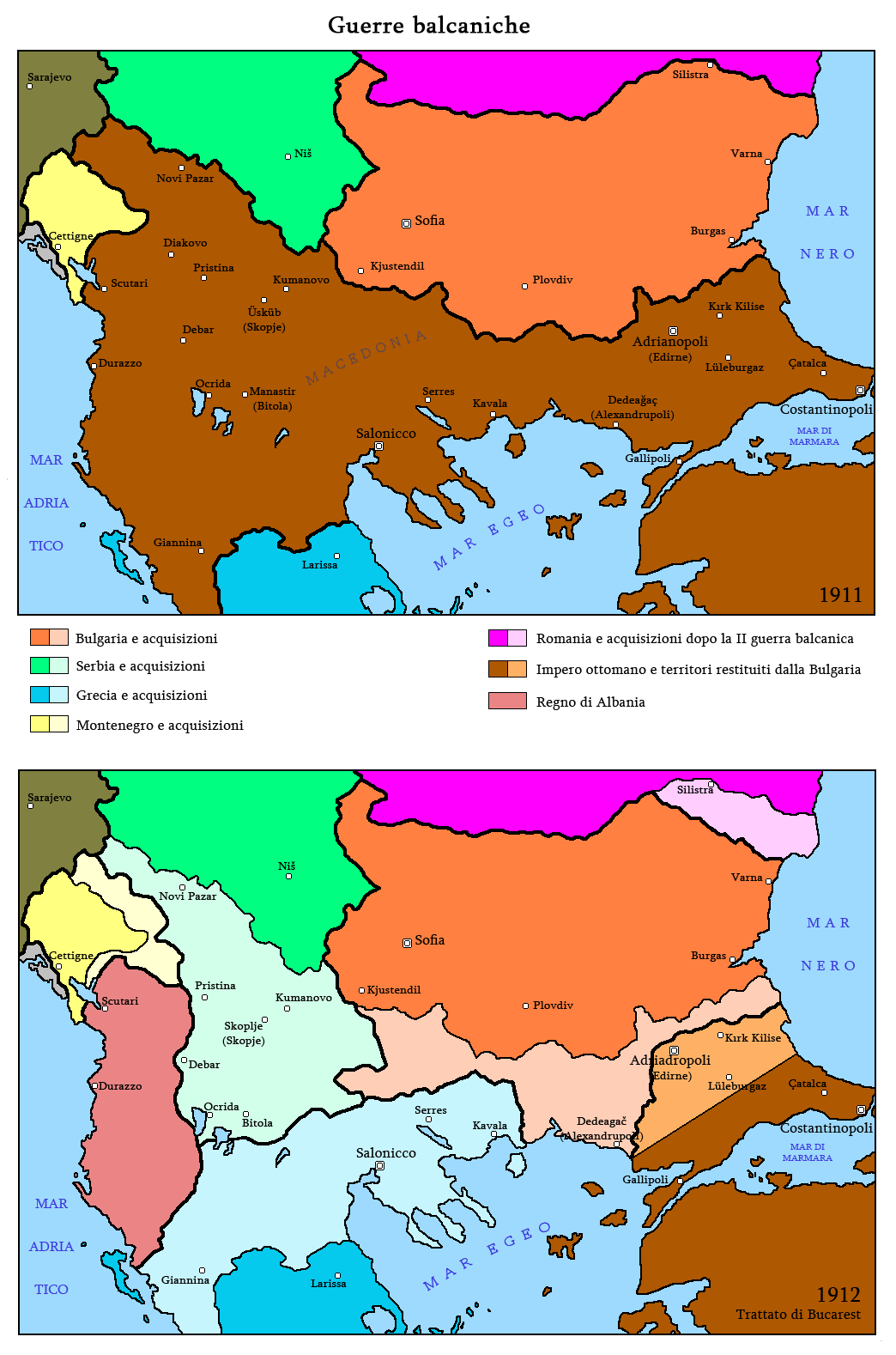
المكاسب الإقليمية لدول البلقان بعد حروب البلقان

عندما انهزم العثمانيون في الحرب الإيطالية وفشلوا في مكافحة التمرد في ألبانيا واليمن، قام عدد من كبار ضباط الجيش ممن كان غير راض عن المشاركة السياسية غير المثمرة في هذه الحروب، بتشكيل لجنة سياسية في العاصمة. أطلق على أنفسهم مجموعة الضباط المنقذين، التزم أعضاؤه بتقليل السيطرة الاستبدادية للاتحاد والترقي على العمليات العسكرية. وبدعم من الاتحاد الليبرالي في البرلمان، هدد هؤلاء الضباط بأعمال عنف ما لم تتم تلبية مطالبهم بالحل الفوري للبرلمان الذي هيمن عليه الاتحاديون. فقد أضر التزوير في تلك الانتخابات بشرعية الاتحاد والترقي وشعبيته ضررًا كبيرًا، فاستقال محمود شوكت باشا من منصب وزير الحرب دعمًا للضباط، واستقالت حكومة سعيد باشا الاتحادية في 9 يوليو 1912. فاستبدلت الحكومة بـ «مجلس الوزراء الكبير» لأحمد مختار باشا الذي تعمد إبعاد جمعية الاتحاد والترقي من خلال تشكيله لوزراء أكبر سناً.
وقع زلزال موريفتي يوم 9 أغسطس 1912 مما تسبب بسقوط 216 ضحية. أسست أسراب الطيران العثمانية بتوجيه فرنسي قوي سنة 1912. تم إنشاء الأسراب في وقت قصير حيث أجرى لويس بلايريو والطيار البلجيكي البارون بيير دي كاترس أول عرض طيران في السلطنة يوم 2 ديسمبر 1909.

#### حرب البلقان 1912-1913
تشكلت دول البلقان الثلاث الجديدة في نهاية القرن التاسع عشر ومعها الجبل الأسود، فسعت إلى إضافة مناطق من ألبانيا ومقدونيا وتراقيا بحجج القومية. أدى الظهور غير المكتمل لهذه الدول القومية على أطراف السلطنة في القرن 19 إلى التمهيد لحروب البلقان. في 10 أكتوبر 1912 تم تسليم مذكرة جماعية للسلطات العثمانية. استجابت الاتحاد والترقي لمطالب القوى الأوروبية بشأن الإصلاحات في مقدونيا في 14 أكتوبر. ولكن اندلعت الحرب قبل أن يتم اتخاذ أي الإجراءات.
بينما كانت تلك القوى تطلب من السلطنة الإصلاحات في مقدونيا بتشجيع من روسيا، أبرمت كل من صربيا وبلغاريا سلسلة من الاتفاقيات في مارس 1912، وبين اليونان وبلغاريا في مايو 1912، وأبرم الجبل الأسود لاحقًا اتفاقيات بين صربيا وبلغاريا على التوالي في أكتوبر 1912. دعت الاتفاقية الصربية البلغارية على وجه التحديد إلى تقسيم مقدونيا. واندلعت انتفاضة قومية في ألبانيا، وفي 8 أكتوبر شنت عصبة البلقان المكونة من صربيا والجبل الأسود واليونان وبلغاريا هجومًا مشتركًا على السلطنة، فبدأت حرب البلقان الأولى. فالاندفاع القوي للقوات البلغارية في تراقيا جعل الجيوش العثمانية ترتد حتى أبواب العاصمة. وسرعان ما تبعتها حرب البلقان الثانية. وأعلنت ألبانيا استقلالها في 28 نوفمبر.
وافقت السلطنة على وقف إطلاق النار في 2 ديسمبر، وتوقف خسائر أراضيها في 1913 بمعاهدتي لندن وبوخارست. وأصبحت ألبانيا مستقلة، وقد خسرت السلطنة تقريبًا جميع أراضيها الأوروبية (كوسوفو وسنجق نوفي بازار ومقدونيا وتراقيا الغربية) للحلفاء الأربعة. أدت هذه المعاهدات إلى خسارة 83% من أراضيها الأوروبية وحوالي 70 % من سكانها الأوروبيين.

##### الصراع بين المجتمعات 1911-1913
في فترة السنتين بين سبتمبر 1911 وسبتمبر 1913، أدى التطهير العرقي إلى تدفق مئات الآلاف من اللاجئين المسلمين أو المهاجرين إلى السلطنة، مضيفين عبئًا اقتصاديًا آخر وتوترًا في النسيج الاجتماعي. خلال الحروب كان نقص الغذاء ومئات الآلاف من اللاجئين يزعج الدولة، وبعد الحرب تعرض الفلاحين المسلمين من شرق تراقيا للطرد العنيف.

#### التنازل عن الكويت وألبانيا 1913
كانت المعاهدة الأنجلو-عثمانية لعام 1913 اتفاقية قصيرة العمر تم توقيعها في يوليو 1913 بين السلطان العثماني محمد الخامس والبريطانيين حول عدة قضايا، ولكن أهمها حول مكانة الكويت التي أصبح نتيجتها الاستقلال الرسمي عن العثمانيين ووقوعها في الحماية البريطانية.
أما ألبانيا فكانت تحت الحكم العثماني منذ سنة 1478. وعندما طالبت صربيا والجبل الأسود واليونان بالأراضي التي يسكنها الألبان خلال حروب البلقان، أعلن الألبان الاستقلال. أيدت القوى الأوروبية العظمى استقلال ألبانيا في 1913، بعد حرب البلقان الثانية أضحى أكثر من نصف الألبان وأراضيهم خارج الدولة الألبانية، بعد تقسيمها بين الجبل الأسود وصربيا واليونان. وقد دافع أوبري هربرت النائب البريطاني بحماس عن الألبان في لندن. ونتيجة لذلك عُرض عليه تاج ألبانيا، لكن رئيس الوزراء البريطاني إتش إتش أسكويث ثنى عن قبوله. وبدلاً من ذلك ذهب العرض إلى وليام أوف ويد، وهو أمير ألماني قبل إمارة ألبانيا الجديدة وأصبح صاحب السيادة عليها. لا يزال جيران ألبانيا تدور أعينهم طمعًا في تلك الدولة الإسلامية الجديدة. ومع ذلك فقد انهارت الدولة الفتية في غضون أسابيع من اندلاع الحرب العالمية الأولى.

#### سيطرة الاتحاد والترقي على الحكومة
في مطلع 1913 فشل الجيش العثماني الحديث من منع التمرد في محيط الدولة، فخسرت ليبيا أمام إيطاليا، واندلعت حرب البلقان في خريف 1912. فاستعرض الاتحاد الليبرالي عضلاته من خلال حل البرلمان قسريا سنة 1912، فاستقالت حكومة مختار باشا في 29 أكتوبر بعد خسارة كاملة في روملي، فعاد كامل باشا المقرب من الاتحاد الليبرالي، الذي حرص على إنهاء جمعية الاتحاد والترقي. فشنت الجمعية ضربة استباقية وانقلابًا معروفًا باسم الغارة على الباب العالي في 23 يناير 1913 بقيادة طلعت بك وأنور بك. خلال الانقلاب أُجبر كامل باشا على الاستقالة من منصبه تحت تهديد السلاح، واغتيل وزير البحرية ناظم باشا. تم تبرير الانقلاب بأن كامل باشا كان على وشك «بيع الأمة» من خلال الموافقة على هدنة في حرب البلقان الأولى والتخلي عن أدرنة. فسيطر الاتحاديين على الدولة العثمانية المتعثرة.(ص.98) اغتيل محمود شوكت باشا بعد 5 أشهر من الانقلاب في يونيو 1913. شارك أنصار الاتحاد الليبرالي في الاغتيال. فتبع ذلك سحقهم، كان جمال باشا مسؤولاً عن إعدامهم. وكان إعدام المسؤولين السابقين استثناءً منذ فترة التنظيمات (أربعينيات القرن 19)؛ حيث كانت العقوبة النفي. وزارة الخارجية كانت دائمًا محجوزة لشخص من الدائرة الضيقة للاتحاد والترقي باستثناء تعيين سعيد حليم باشا المؤقت، الذي أصبح بعدها الصدر الأعظم في يونيو 1913 وبقي في منصبه حتى أكتوبر 1915. وخلفه خليل منتشي في الوزارة.
في مايو 1913 كلفت البعثة العسكرية الألمانية أوتو ليمان فون ساندرز بالمساعدة في تدريب وإعادة تنظيم الجيش العثماني. تم تكليف ساندرز بإعادة تنظيم الجيش الأول، وتكرار نموذجه إلى وحدات أخرى؛ كمستشار [تولى قيادة هذا الجيش في نوفمبر 1914] وبدأ العمل في منطقة عملياته التي كانت المضائق. أصبحت هذه فضيحة ولا تطاق بالنسبة لسانت بطرسبرغ. وضعت الإمبراطورية الروسية خطة لغزو واحتلال ميناء طرابزون على البحر الأسود أو مدينة بايزيد شرق الأناضول كرد انتقامي. لحل هذه المشكلة خفضت ألمانيا مرتبة أوتو ليمان فون ساندرز إلى رتبة لا يكاد يستطيع قيادة فيلق عسكري. إذا لم يكن هناك حل من خلال الاحتلال البحري للقسطنطينية، فإن الفكرة الروسية التالية كانت تحسين الجيش الروسي القوقازي.

#### انتخابات 1914
فقدت السلطنة قبيل انتخابات 1914 أراضي في البلقان حيث مقر العديد من الناخبين المسيحيين. فبذلت جمعية الاتحاد والترقي جهودًا لكسب التأييد في الولايات العربية من خلال إيماءات تصالحية للزعماء العرب. فضعف الدعم العربي للاتحاد الليبرالي مكن الاتحاد والترقي للدعوة لانتخابات مع الاتحاديين الذين يمسكون اليد العليا. وبعد انتخابات 1914 كان للهيكل التعددي تمثيل أفضل في البرلمان، حيث عكس تكوينًا عرقيًا أفضل للسكان العثمانيين. وكان هناك عدد أكبر من النواب العرب، الذين كان تمثيلهم ناقصًا في البرلمانات السابقة. فأصبح لدى الاتحاد والترقي حكومة أغلبية، فأسست الحكومة العثمانية في يناير 1914. وعُين إسماعيل أنور باشا وزيراً للحرب، وأحمد جمال حاكم الأستانة العسكري وزيراً للبحرية؛ وبالمرة أصبح الصدر الأعظم طلعت بك وزيرا للداخلية. واحتفظ هؤلاء الباشوات الثلاثة بالسيطرة الفعلية على الدولة بنظام عسكري ودكتاتورية في عهد طلعت باشا خلال الحرب العالمية الأولى. وبسبب اندلاع الحرب العالمية الأولى منعت أي مشاركات أخرى في العملية السياسية حتى الانتخابات العثمانية العامة 1919. وقع زلزال بوردور في 4 أكتوبر 1914.

#### السياسات المحلية الإقليمية

##### السياسة العربية
اندلع التمرد بين دروز حوران في مايو 1909 في ولاية سوريا عندما تصاعد الخلاف التجاري بين زعيم الدروز يحيى بك الأطرش في قرية بصر الحرير والقرويين المحليين المدعومين من العثمانيين إلى اشتباك بالأسلحة. فشلت محاولات الهدنة لمدة عام في تحقيق أي استقرار في المنطقة ودفعت العثمانيين للتدخل. على الرغم من أن التغيير المالي خلال الحقبة الدستورية الثانية؛ إلا أن دخول الضرائب والانتخابات والتجنيد الإجباري إلى مناطق تشهد فعليا تغيرات اقتصادية بسبب بناء خطوط سكك حديدية جديدة، قد أثار ثورات كبيرة لا سيما بين الدروز وحوران. وصل سامي باشا الفاروقي إلى دمشق في أغسطس 1910، فقاد قوة عثمانية من حوالي 35 كتيبة وتقدم نحو مواقع الدروز. فانهار التمرد.
وفي 1911 شكل مجموعة من الطلاب العرب في باريس جمعية العربية الفتاة، وهو نادٍ قومي عربي صغير. وهدفها المعلن «رفع مستوى الأمة العربية إلى مستوى الأمم الحديثة». في السنوات الأولى من وجودها، دعت الجمعية إلى قدر أكبر من الحكم الذاتي للعرب داخل دولة عثمانية موحدة بدلاً من استقلال العرب عنها. استضافت الجمعية المؤتمر العربي 1913 في باريس، وكان الغرض منه مناقشة الإصلاحات المرغوبة مع المعارضين الآخرين من العالم العربي. كما طالبوا بعدم إلزام المجندين العرب في الجيش العثماني بالخدمة في مناطق غير عربية إلا في زمن الحرب. ولكن قمعت السلطات العثمانية نشاط التنظيم وأعضائه، فتوارت جمعية العربية الفتاة في الخفاء وطالبت بالاستقلال التام ووحدة الولايات العربية.
برزت الحركة القومية خلال الفترة العثمانية تلك، ولكن لا بد من الإشارة إلى أن انتشارها كان بين قيادات العرب، أما العامة فقد اعتبروا أنفسهم رعايا مخلصين للخليفة.(ص.229) وبدأ الإنجليز بتحريض شريف مكة ليكون الخليفة على المسلمين بدلاً من الخليفة العثماني، فأطلق الشريف الثورة العربية خلال الحرب العالمية الأولى.(ص.8–9)

##### السياسة الأرمنية
تبنى الاتحاد الثوري الأرمني (ARF) موقفًا عامًا في 1908 أيد فيه المشاركة والمصالحة مع الحكومة العثمانية والتخلي عن فكرة أرمينيا المستقلة. أدار ستيبان زوريان وسيمون زافاريان الحملة السياسية لانتخابات 1908. فنال الأرمن 12 مقعدًا من 288 مقعد في انتخابات 1908 (منهم 4 من الطاشناق و2 من الهنشاق ومثل الأرمن الأربعة الآخرون أحزابًا ليس لها انتماء عرقي). وأدرك الطاشناق بأن الانتخابات كانت متزعزعة وحافظ على توجهه السياسي وآلية الدفاع عن النفس سليمة واستمر في تهريب الأسلحة والذخيرة.(ص.33)
في 13 أبريل 1909 بينما كانت العاصمة إسطنبول تتعامل مع عواقب الانقلاب العثماني المضاد 1909، اندلعت أعمال عنف المعروفة باسم مجزرة أضنة، فاهتزت العلاقات بين حزب الطاشناق والاتحاد والترقي. ففي 24 أبريل جرت واقعة 31 مارس تلاها قمع مرتكبي مجزرة أضنة. فجلبت السلطات العثمانية في أضنة قوات عسكرية وقضت بلا رحمة على كل المعارضين الحقيقيين، بينما قتلت في الوقت نفسه الآلاف من الأبرياء. وفي يوليو 1909 أعلنت حكومة الاتحاد والترقي بمحاكمة مختلف المسؤولين الحكوميين والعسكريين المحليين، بتهمة «التورط في مجزرة أضنة».
شارك أندرانيك مع جارجين نزده في حروب البلقان 1912-1913 بقوات إسناد أرمنية ضد العثمانيين، تتكون المفرزة من 273 متطوعًا أرمنيًا. فالتقى أندرانيك بالثوري المقدوني بوريس سارافوف وتعهد الاثنان بالعمل بشكل مشترك من أجل الشعبين المضطهدين في أرمينيا ومقدونيا. في 5 مايو 1912 قطع الاتحاد الثوري الأرمني علاقاته رسميًا مع الحكومة العثمانية؛ في إعلان رسمي طُبع من مكتبه الغربي وكان موجهاً إلى «المواطنين العثمانيين». نشر عدد يونيو من مجلة دروشاك افتتاحية حول هذا الموضوع.(ص.35) بعد وقت قصير من بدء الحرب ظهرت شائعات بأن الأرمن الذين يقاتلون مع البلغار بالقرب من كافالا قد ذبحوا المسلمين. كانت هناك أعداد من الأرمن ممن خدم في جيش السلطنة بكفاءة خلال حروب البلقان. دحض الطاشناق تلك الشائعات، وبرأ المتطوعين الأرمن في الميليشيا المقدونية الأدريانية من قتل المسلمين بالإشارة إلى عدم وجود أسماء أرمنية في قائمة المتهمين ونشر البرقيات والشهادات من الأرمن في الوحدات العثمانية.(ص.89–90)
في أوائل 1913 تشكلت الدبلوماسية الأرمنية بحيث يكون بوغوص نوبار مسؤول المفاوضات الخارجية مع الحكومات الأوروبية، بينما على المجلس السياسي «المعار من قبل لجنتي الأستانة وتبليسي» التفاوض بشأن مسألة الإصلاحات الداخلية مع الحكومتين العثمانية والروسية.(ص.99) تأسست حزمة الإصلاح الأرمينية في فبراير 1914 بناءً على الترتيبات التي أجريت شكليا في معاهدة برلين (1878) ومعاهدة سان ستيفانو. دعت الحزمة إلى توحيد الولايات الست وترشيح حاكم مسيحي ومجلس متوازن دينيًا عليها، وإنشاء قوة درك ثانية على الدرك العثماني بقيادة ضباط أوروبيين، وإضفاء الشرعية على اللغة والمدارس الأرمنية، وإنشاء لجنة خاصة لفحص الأراضي المصادرة الممنوحة للاجئين المسلمين المهجرين. كان البند الأكثر أهمية هو إلزام القوى الأوروبية بفرض الإصلاحات، من خلال تجاوز الحكومات الإقليمية.(ص.104–105)
وفي ربيع 1913 ازدادت العلاقات سوءا في الولايات بين الأكراد والأرمن مما خلق حاجة للطاشناق لإحياء قدرته على الدفاع عن النفس. وفي 1913 غيّر حزب الهنشاك الاشتراكي الديمقراطي -تلته أحزاب سياسية عثمانية أخرى- سياسته وتوقف عن التعاون مع جمعية الاتحاد والترقي، مبتعدًا عن مفهوم العثمانية وطور نوعًا من القومية الخاصة به.
من نهاية يوليو إلى 2 أغسطس 1914 عقد المؤتمر الأرمني في أرضروم. وكان هناك لقاء بين الاتحاديين والطاشناق. طلبت جمعية الاتحاد والترقي التحريض على تمرد الأرمن الروس ضد النظام القيصري في أرمينيا الروسية، من أجل تسهيل غزو القوقاز في حالة انفتاح حملة القوقاز. وفي نفس الوقت، جرى اجتماع تمثيلي للأرمن الروس في تفليس في أرمينيا الروسية. طلب القيصر من الأرمن ولاءهم ودعمهم لروسيا في الصراع. وافق الأرمن على الاقتراح واستجاب حوالي 20,000 أرمني للدعوة لتشكيل وحدات متطوعة أرمنية داخل جيش القوقاز الروسي، تم تسليم 7,000 منهم فقط السلاح. في 2 نوفمبر بدأت أول مشاركة لحملة القوقاز (هجوم بيرخمان)، وفي 16 ديسمبر 1914 ألغت السلطنة العثمانية رسميًا حزمة الإصلاح الأرمنية.
كان حزب الطاشناق فعالاً للغاية في هذا المفترق، لكن لدى حزب الهنشاق مشكلة: فللمخابرات العثمانية عميل يعمل في الحزب منذ أوائل 1913. فعلمت الحكومة العثمانية بشأن محاولة اغتيال ضد وزير الداخلية طلعت باشا؛ فقبضت على عملاء الهنشاق الرئيسيين في عملية واحدة في يوليو 1914 باستخدام التقرير الشامل للقرارات التي اتخذها مؤتمرهم (1913)، إلى جانب قائمة المشاركين.(ص.108) استغرقت المحاكمات عامًا ثم أعدم المشاركين، المسمى إعدام 20 هنشاقي في 15 يونيو 1915.

##### السياسة الكردية
كان تمرد الأكراد الأوائل على سلطة الدولة العثمانية كونهم رعايا عثمانيين في المقام الأول وليس أكرادًا قوميين. حيث ثاروا مع رعايا عثمانيين آخرين كانوا معارضين لسياسات السلطان عبد الحميد الثاني وفي 1889 نشأت جمعية الاتحاد والترقي، فكان رد عبد الحميد على ذلك بسياسة القمع، ولكن أيضًا بالاندماج، فاستمال معارضين أكراد بارزين إلى هيكل السلطة بمناصب مرموقة في الحكومة. بدت تلك الإستراتيجية ناجحة نظرًا للولاء الذي أظهره سلاح الخيالة الحميدية الكردي.
وفي 1908 بعد الإطاحة بالسلطان تم تفكيك الخيالة الحميدية لكي لايكونوا قوة منظمة، ولكن نظرًا لكونهم «قوات قبلية» قبل اعتراف السلطان الرسمي بهم في 1892، فقد عادوا «قوات قبلية» بعد تقطيع أوصالهم. يوصف سلاح الفرسان الحميدية بأنه خيبة أمل عسكرية وفشل لمساهماته في تأجيج العداوات القبلية.
ناشد الشيخ عبد القادر سنة 1910 جمعية الاتحاد والترقي من أجل دولة كردية تتمتع بالحكم الذاتي في الشرق. تعمل في إطار مستقل. في نفس العام سافر سعيد النورسي عبر منطقة ديار بكر وحث الأكراد على التوحد ونسيان خلافاتهم، بينما كان لا يزال يدعي بحذر الولاء للاتحاد والترقي. بدأ زعماء وشيوخ أكراد في المنطقة بالميل نحو الحكم الذاتي الإقليمي. خلال تلك الفترة كان آل بدر على اتصال مع شيوخ وزعماء ساخطين في أقصى شرق الأناضول الممتد حتى الحدود الإيرانية، ولكن في إطار الانفصال بشكل أكبر. وشكل الشيخ عبد الرزاق بدر خان تحالفًا مع الشيخ طه والشيخ عبد السلام بارزاني وهما من زعماء العوائل القوية.
خوفا من التهديد الكردي المحتمل، وكذلك خوفا من التحالف مع روسيا، قامت القوات العثمانية في 1914 بقمع تمردان قصيران وصغيران في برزان وبدليس.
في 1914 قدم الجنرال محمد شريف باشا خدماته للبريطانيين في بلاد الرافدين. في أماكن أخرى أقام أفراد من عائلة بدر خان علاقات وثيقة مع المسؤولين الروس وناقشوا نواياهم في تشكيل كردستان مستقلة.

##### السياسة في اليمن
كانت ولاية اليمن قسمًا إداريًا من المستوى الأول للسلطنة. وفي أواخر القرن 19 تمرد الزيديون على الدولة العثمانية، ووضع الإمام محمد بن يحيى الأساس لسلالته الوراثية. وعندما توفي في 1904 قاد خليفته الإمام يحيى بن محمد الثورة سنوات 1904-1905، وأجبر العثمانيين على منح تنازلات مهمة للزيديين. حيث وافقوا على سحب القانون المدني وإعادة الشريعة في اليمن. وفي 1906 تمرد القادة الأدارسة على العثمانيين. سيطروا في 1910 على معظم منطقة عسير، لكنهم هزموا في النهاية على يد الجيش العثماني الحديث وقوات الحجاز. أبرم أحمد عزت باشا معاهدة مع الإمام يحيى في أكتوبر 1911، تم بموجبها الاعتراف به زعيمًا زمنيًا وروحيًا للزيديين، ومنح الحق في تعيين مسؤولين عليهم، وتحصيل الضرائب منهم. حافظ العثمانيون على نظام حكمهم في الأجزاء ذات الأغلبية السنية من اليمن.
في مارس 1914 حددت المعاهدة الأنجلو-عثمانية الحدود بين اليمن ومحمية عدن. كانت هذه هي خلفية الانقسام اللاحق في دولتين يمنيتين (حتى الوحدة 1990).

#### السياسة الأجنبية
كان نهج العثمانيون في نظام العلاقات الدولية في بداية القرن العشرين نظامًا متعدد الأقطاب، فلم تبرز فيه دولة واحدة أو دولتين. منحت تعدد القطبية العثمانيون تقليديًا القدرة على مواجهة قوة واحدة ضد الأخرى، وهو ما فعلوه أحيانًا بمهارة بارعة. في البداية تحولت الاتحاد والترقي والاتحاد الليبرالي إلى بريطانيا. وقد دعمت ألمانيا نظام عبد الحميد الثاني واكتسبت موطئ قدم قوي. من خلال تشجيع بريطانيا على التنافس ضد ألمانيا وفرنسا، كانت السلطنة تأمل في كسر سيطرة فرنسا وألمانيا والحصول على قدر أكبر من الحكم الذاتي للباب العالي. ازداد العداء ضد ألمانيا عندما ضمت حليفتها النمسا-المجر البوسنة والهرسك. وذهبت صحيفة طنين الموالية للاتحاديين إلى حد الإشارة إلى أن دافع فيينا في القيام بهذا العمل كان توجيه ضربة للنظام الدستوري وإثارة ردة فعل شعبية لإسقاطه. ذهب إلى لندن اثنان من الاتحاديين البارزين، أحمد رضا باشا والدكتور ناظم باشا، إلى لندن لمناقشة خيارات التعاون مع السير إدوارد غراي والسير تشارلز هاردينج.
هؤلاء [المندوب العثماني] أجابوا بأن لدينا اتفاقية قبرص التي كانت لا تزال سارية.

كان خليفة وزير الخارجية الجديد محمد رفعت باشا دبلوماسيًا محترفًا ومن عائلة تجارية. وقد استاء حزب الاتحاد والترقي الذين كانوا في غالبيتهم من المدنيين، من تدخل الجيش في الحكومة، وهو الحزب الذي استولى على السلطة في يناير 1913، مقتنعًا أكثر من أي وقت مضى بأن التحالف مع بريطانيا ودول الوفاق هو الذي يضمن بقاء ما تبقى من السلطنة. لذلك في يونيو أعاد توفيق باشا فتح موضوع التحالف الأنجلو-تركي، وهو نفس المقترح الذي أعاده في أكتوبر 1911. ولكن مرة أخرى تم رفض عرضه. وقد لاحظ ذلك السير لويس ماليت الذي أصبح سفيرًا لبريطانيا لدى الباب العالي سنة 1914:
ولكن لم تقبل جمعية الاتحاد والترقي بمثل هذه المقترحات. لقد شعروا بالخيانة بسبب ما اعتبروه تحيز أوروبا خلال حروب البلقان، وبالتالي لم يكن لديهم إيمان بإعلانات القوى العظمى فيما يتعلق باستقلال السلطنة وسلامتها؛ كان إنهاء الرقابة المالية الأوروبية والإشراف الإداري أحد الأهداف الرئيسية لسياسات الاتحاد والترقي. وبدا السفير البريطاني السير لويس ماليت غافلاً تمامًا عن ذلك. لم يكن الرد قائما على الجهل. على الرغم من أن تلك القوى الإمبريالية لم تعاني من صراعات كبرى كثيرة فيما بينها على مدار المائة عام الماضية، إلا أن التنافس الأساسي المعروف باسم اللعبة الكبرى قد أدى إلى تفاقم الأوضاع إلى الحد الذي تم فيه البحث عن حلول. جلبت الاتفاقية الأنجلو-روسية 1907 العلاقات البريطانية الروسية الهشة إلى الواجهة من خلال ترسيخ الحدود التي حددت سيطرتها في بلاد فارس وأفغانستان. بشكل عام مثلت الاتفاقية خطوة محسوبة بعناية من جانب كل قوة اختاروا فيها تقييم تحالف قوي على السيطرة الوحيدة المحتملة على أجزاء مختلفة من آسيا الوسطى. كانت الدولة العثمانية تقع على مفترق الطرق المؤدية إلى آسيا الوسطى. كانت الاتفاقية بمثابة حافز لخلق الوفاق الثلاثي، الذي كان أساس تحالف الدول المعارضة لقوى المركز. ولكن الدولة العثمانية حددت مسارها بعد دخولها الحرب العالمية الأولى بسبب تلك الاتفاقية التي كانت جزءًا من اللعبة الكبرى.
كانت إحدى طرق تحدي وتقويض موقف الجيش هي مهاجمة ألمانيا في الصحافة ودعم الصداقة مع بريطانيا خصم ألمانيا. لكن لا بريطانيا ولا فرنسا استجابتا بتمهيد الاتحاد والترقي للتقارب. في الواقع استاءت فرنسا من رغبة حكومة (الباب العالي) في الحصول على استقلالها المالي.
في أوائل 1914 اهتمت الحكومة العثمانية بثلاثة أهداف رئيسية. الأول كان تحسين العلاقات مع بلغاريا. والثاني هو تشجيع الدعم من الألمان، والثالث هو تسوية المفاوضات مع أوروبا حول الإصلاح الأرمنية.
فيما يتعلق بالأولى أبدت الدولة العثمانية وبلغاريا تعاطفًا مع بعضهما البعض لأنهما عانتا نتيجة خسارة الأراضي في حروب البلقان (1912-1913). كانت لديهم أيضًا علاقات مريرة مع اليونان. كان من الطبيعي والمفيد لهم العمل على تطوير السياسات التي تمكنهم من اكتساب مواقع أفضل في المنطقة.
وفيما يتعلق بالثانية: كانت هناك ثلاث مهمات عسكرية نشطة في مطلع 1914. وهي البعثة البحرية البريطانية بقيادة الأدميرال ليمبوس، وبعثة الدرك الفرنسية بقيادة الجنرال موجين، والبعثة العسكرية الألمانية بقيادة كولمار فرايهر فون در غولتس. أصبحت المهمة العسكرية الألمانية الأكثر أهمية بين هؤلاء الثلاثة. يعود تاريخ العلاقات العسكرية الألمانية العثمانية إلى ثمانينيات القرن التاسع عشر. كان للصدر الأعظم سعيد حليم باشا (12 يونيو 1913 - 4 فبراير 1917) ووزير الحرب العثماني أحمد عزت باشا (11 يونيو 1913 - 3 يناير 1914) دورًا فعالًا في تطوير العلاقات الأولية. أمر القيصر فيلهلم الثاني الجنرال غولتس بتأسيس أول مهمة ألمانية. خدم الجنرال غولتس فترتين في غضون عامين. في أوائل 1914 كان أنور باشا وزير الحرب العثماني ملحقًا عسكريًا سابقًا لبرلين، (الذي أصبح عضوًا من الباشوات الثلاثة). في نفس الوقت تقريبًا تم ترشيح الجنرال أوتو ليمان فون ساندرز لقيادة الجيش الألماني الأول. وهو أكبر موقع في الجانب الأوروبي. تقاسم الجنرال ليمان فون ساندرز وأنور باشا عملياً منصب القائد الأعلى للقوات المسلحة.
فيما يتعلق بالهدف الثالث: تم التفاوض على حزمة الإصلاح الأرمنية مع الإمبراطورية الروسية. فلعبت روسيا نيابة عن القوى العظمى دورًا حاسمًا في إدخال إصلاحات على الشخصية الأرمنية في السلطنة. فحزمة الإصلاح الأرمينية التي تم ترسيخها في فبراير 1914 واستندت إلى الترتيبات التي تم إجراؤها اسمياً في معاهدة برلين (1878) ومعاهدة سان ستيفانو. وفقًا لهذا الترتيب كان من المقرر تسمية المفتشين العامين الذين شكلت سلطاتهم وواجباتهم مفتاح السؤال لمدة عشر سنوات ولم يكن من الممكن إلغاء ارتباطهم خلال تلك الفترة.

#### الحرب العالمية الأولى
بدأ تاريخ الدولة العثمانية في الحرب العالمية الأولى بهجوم على الساحل الروسي من البحر الأسود في 29 أكتوبر 1914. ودفع الهجوم روسيا وحلفائها بريطانيا وفرنسا إلى إعلان الحرب على الدولة العثمانية في نوفمبر 1914. وكانت القوات العثمانية نشطة في مسرحي البلقان ووالشرق الأوسط - كان لمسرح الشرق الأوسط خمس حملات رئيسية: حملة سيناء وفلسطين وحملة بلاد الرافدين وحملة القوقاز والحملة الفارسية وحملة جاليبولي. وهناك أيضًا عدة حملات صغيرة: حملة شمال إفريقيا والحملة العربية وحملة جنوب الجزيرة العربية. كان هناك العديد من الانتصارات العثمانية الهامة في السنوات الأولى من الحرب، مثل معركة جاليبولي وحصار الكوت. ولكنها بالنهاية خسرت الحرب، ووقعت على هدنة مودروس في 31 أكتوبر 1918 منهية مشاركتها في الحرب العالمية الأولى.

### محمد السادس 1918-1922
توفي السلطان محمد الخامس قبل نهاية الحرب العالمية الأولى، وأصبح محمد السادس السلطان الجديد.
تم احتلال إسطنبول وفقًا لهدنة مودروس منهية المشاركة العثمانية في الحرب العالمية الأولى. كان للاحتلال مرحلتان: الأولى من 13 نوفمبر 1918 إلى 16 مارس 1920؛ والثانية من 16 مارس 1920 حيث تمددت فترة الاحتلال بموجب معاهدة سيفر، والتي لحقتها معاهدة لوزان الموقعة في 2 يوليو 1923م. وكان هذا أول احتلال منذ فتح القسطنطينية سنة 1453. وأنشئت إدارة عسكرية للحلفاء في أوائل ديسمبر 1918. وأعيد تحويل آيا صوفيا إلى كاتدرائية من قبل إدارة الحلفاء، والمبنى أُعيد مؤقتًا إلى البطريرك الروم الأرثوذكسي المسكوني.
حوكم أعضاء حزب الاتحاد والترقي في المحاكم العسكرية التركية 1919–1920 بتهم تقويض الدستور، والاستغلال في زمن الحرب، ومذابح كل من اليونانيين والأرمن. أصبحت المحاكم العسكرية ساحة لمعارك سياسية. ساعدت تلك المحاكمات بأن يقتلع الاتحاد الليبرالي جميع أعضاء الاتحاد والترقي من الساحة السياسية. وسمح سقوط الاتحاديين بأن يستعيد القصر زمام المبادرة مرة أخرى، على الرغم من أن ذلك كان لفترة قصيرة. اعتقل البريطانيون أيضًا عددًا من أعضاء الحكومة العثمانية واحتجزوهم في مالطا، لمبادلتهم بأسرى حرب بريطانيين دون مزيد من المحاكمة. ضم السير غوف كالثورب فقط أعضاء حكومة توفيق باشا والشخصيات العسكرية والسياسية.
حاول أعضاء سيئي السمعة في النظام العثماني إحياء الدولة من أجل تشكيل حكومات سريعة الزوال وصنع دبلوماسية شخصية. وهكذا شكّل أحمد توفيق باشا وزارتين بين نوفمبر 1918 ومارس 1919، تلاهما دامات فريد باشا صهر عبد الحميد الذي قاد ثلاث حكومات في سبعة أشهر. داماد فريد الذي خدم في البعثات الدبلوماسية في أوروبا خلال الحقبة الحميدية، وتعرّف على رجال الدولة الأوروبيين خلال فترة عمله كسياسي ليبرالي، كان يُعتبر ميزة في المفاوضات من أجل بقاء الدولة والسلالة العثمانية.
وهكذا دمرت خسائر الحرب العظمى الدولة العثمانية بالكامل. جاءت النهاية في الوقت الذي حققت فيه الإصلاحات العثمانية أكبر قدر من النجاح. بدأت بثورة تركيا الفتاة سنة 1908 التي نزعت السلطة الحقيقية من يد السلطان (على الرغم من بقاء السلطنة) ووضعتها في يد جمعية الاتحاد والترقي.

#### التقسيم
بعد الحرب فقدت العقيدة العثمانية بريقها. فاندمجت مناطق وبلدان من إمبراطوريتها في الاقتصاد العالمي، فأقامت أجزاء معينة (البلقان ومصر والعراق والحجاز) روابط اقتصادية أوثق مع باريس ولندن وأيضا مع الهند البريطانية مقارنة بالأستانة والتي سميت بعدها باسم إسطنبول بدءا من 1930.
بدأ تقسيم الدولة العثمانية باتفاقية لندن (1915) واستمرت في الغالب باتفاقيات ثنائية متعددة بين الحلفاء. كانت اتفاقية السلام الأولية مع الدولة العثمانية هي هدنة مودروس. تبع ذلك احتلال إسطنبول. أدى تقسيم السلطنة إلى نزاعات دولية نوقشت خلال مؤتمر باريس للسلام 1919. وبالنهاية جرى توقيع اتفاقية السلام معاهدة سيفر بين السلطنة (لم تصادق) وإدارة الحلفاء. كانت نتيجة التسوية السلمية أن تنال كل مجموعة إثنية في السلطنة على دولتها الخاصة.

##### معاهدة سيفر

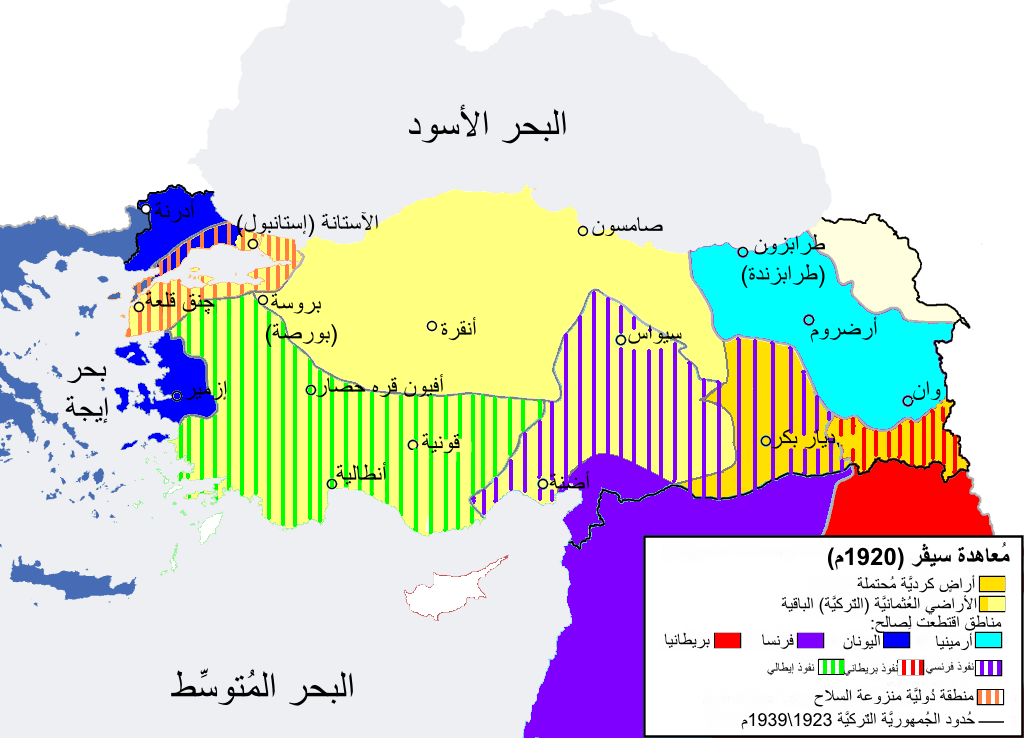
حدود تركيا حسب معاهدة سيفر (1920) التي ألغيت واستبدلت بمعاهدة لوزان (1923) في أعقاب قيام حرب الاستقلال التركية بقيادة مصطفى كمال أتاتورك.

لم تنشر نص معاهدة سيفر للعثمانيين حتى مايو 1920. على عكس التوقعات العامة فقد صدم الحلفاءُ المجتمعَ الدولي عندما أقرّوا في المعاهدة الإبقاء على الحكومة العثمانية في العاصمة إسطنبول. ولكنهم قرروا إعطاء غرب الأناضول إلى اليونان، وشرقها إلى أرمينيا. وتقسيم ساحل البحر الأبيض المتوسط إلى منطقتين نفوذ بين فرنسا وإيطاليا، على الرغم من أنه لا يزال جزءًا من السلطنة. وسمح للعثمانيين بالاحتفاظ بالعاصمة وقطاع صغير من الأراضي حولها، ولكن ليس المضائق التي كانت مخطط لها أن تدوّل (البوسفور والدردنيل)، بحيث تظل بوابات البحر الأسود مفتوحة. وكذلك اعطائهم الجزء الداخلي من الأناضول -أول مقر للسلطة العثمانية منذ ستة قرون- ليخضع لسلطة السلطنة.
لم تتمكن المنظمة الصهيونية العالمية من اقناع السلطان عبد الحميد الثاني بدفع ديون السلطنة مقابل الأراضي الفلسطينية. وحتى الحرب العالمية الأولى تركزت أنشطتها على الشؤون الثقافية، على الرغم من أن الأهداف السياسية لم تكن غائبة أبدًا. وقبل الحرب العالمية الأولى فشلت محاولات هرتزل للتوصل إلى اتفاق سياسي مع الحكام العثمانيين لفلسطين. ولكن في 11 أبريل 1909 تأسست تل أبيب على مشارف مدينة يافا الساحلية القديمة. دعمت المنظمة الصهيونية العالمية الاستيطان على نطاق صغير في فلسطين وركزت على تعزيز الشعور والوعي اليهودي وبناء اتحاد فيدرالي عالمي. وفي الحرب العالمية الأولى دعم معظم اليهود (والصهاينة) الإمبراطورية الألمانية في حربها ضد الإمبراطورية الروسية. وخرج وعد بلفور (بتاريخ 2 نوفمبر 1917) وهو تحول لمفهوم آخر (الوطن القومي اليهودي مقابل الدولة اليهودية) والذي تم شرحه تحت عنوان وطن الشعب اليهودي.
نجحت فكرة قيام دولة أرمينية مستقلة بين الأرمن الروس بعد زوال الدولة العثمانية عبر جمهورية أرمينيا الديمقراطية التي استولى عليها البلاشفة فيما بعد.
وفي سنة 1918 ضغط الزعيم القبلي الكردي شريف باشا على البريطانيين لتبني سياسة تدعم الدولة الكردية المتمتعة بالحكم الذاتي. واقترح تكليف المسؤولين البريطانيين بإدارة المنطقة. خلال مؤتمر باريس للسلام تم التوصل إلى اتفاق سلام كردي أرمني بين شريف باشا وممثلي الأرمن في المؤتمر سنة 1919. اعتقد البريطانيون أن هذا الاتفاق سيزيد من احتمالية استقلال دولتين كردية وأرمينية، وبالتالي خلق منطقة عازلة بين بلاد الرافدين البريطانية والأتراك.
تبادل هنري مكماهون الرسائل مع الحسين بن علي شريف مكة سنة 1915. ووُعدت القوات العربية بدولة تشمل معظم شبه الجزيرة العربية والهلال الخصيب. ومع ذلك نصت اتفاقية سايكس بيكو السرية بين بريطانيا وفرنسا على التقسيم الإقليمي لتلك المنطقة بينهما.
أملى الحلفاء شروط تقسيم الدولة العثمانية بمعاهدة سيفر. ولكن رفض البرلمان العثماني القومي التركي تلك الشروط، لأنها لا تتفق مع شروط البرلمان الخاصة بالتقسيم، ميثاق ملي الذي نُشر أوائل 1920. لم يكن من الممكن الحصول على موافقة عثمانية في حين ظل البرلمان متصلبًا.
بعد مؤتمر لندن في 4 مارس 1920 قرر الحلفاء قمع نشاط المعارضة القومية التركية للمعاهدة. في 14 مارس 1920 تحركت قوات الحلفاء لاحتلال المباني الرئيسية واعتقال القوميين في العاصمة. اجتمع البرلمان للمرة الأخيرة في 18 مارس 1920 قبل أن يحله السلطان محمد السادس في 11 أبريل 1920. فانتقل القوميون إلى أنقرة وشكلوا حكومة جديدة. وتمكن الحلفاء من التعامل مباشرة وبحرية مع السلطان، فوقع محمد السادس المعاهدة في 10 أغسطس 1920. حاولت الحكومة العثمانية في إسطنبول عقد مجلس الشيوخ للتصديق على المعاهدة وفشلت في ذلك. لقد قوضت شرعيتها بشكل قاتل بسبب رفض القوميين الأتراك التعاون. أدت حرب الاستقلال التركية والنصر القومي اللاحق إلى منع التصديق على المعاهدة نهائيا.
انتهت حرب الاستقلال التركية بسيطرة القوميين الأتراك على جزء كبير من الأناضول. وبعد إلغاء الدولة العثمانية التقى الحلفاء والأتراك في لوزان بسويسرا لمناقشة استبدال معاهدة سيفر غير المصدق عليها.

## نهاية الدولة العثمانية
قامت الجمعية الوطنية الكبرى لتركيا في 1 نوفمبر 1922 بالإلغاء الرسمي للسلطنة العثمانية. وغادر السلطان محمد السادس العاصمة الآستانة في 17 نوفمبر 1922. وضمنت نتائج معاهدة لوزان الاعتراف الدولي بالدولة التركية الجديدة وحدودها. تم التوقيع على المعاهدة في 24 يوليو 1923 والمصادقة عليها في تركيا في 23 أغسطس 1923. وأعلنت جمهورية تركيا رسميًا في 29 أكتوبر 1923.
في العام التالي، في 23 أبريل 1924 أعلنت الجمهورية أن 150 شخصًا في تركيا بمن فيهم السلطان السابق، هم أشخاص غير مرغوب فيهم. ولكن رفعت معظم تلك القيود في 28 يونيو 1938.

## معرض صور

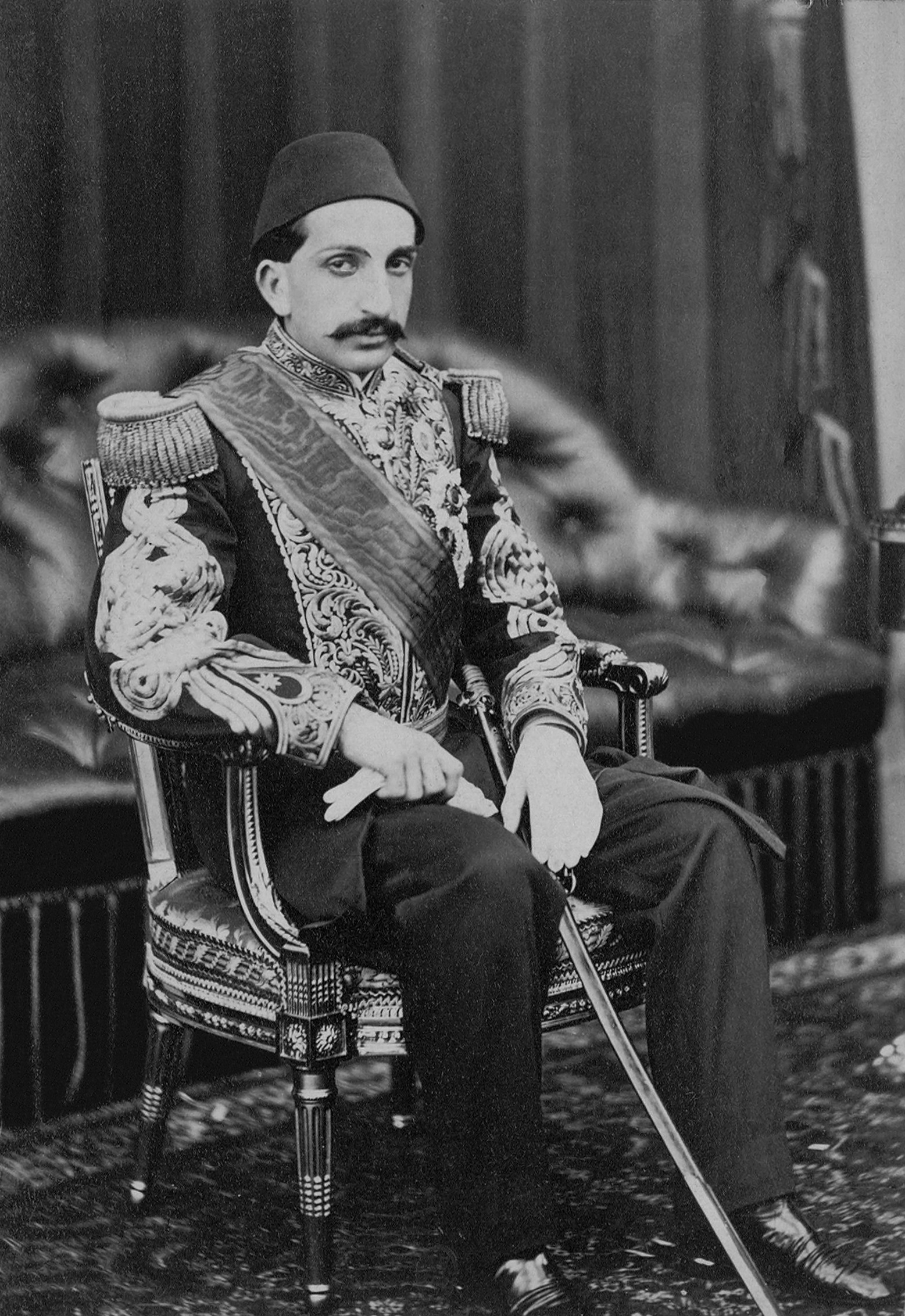
عبدالحميد الثاني
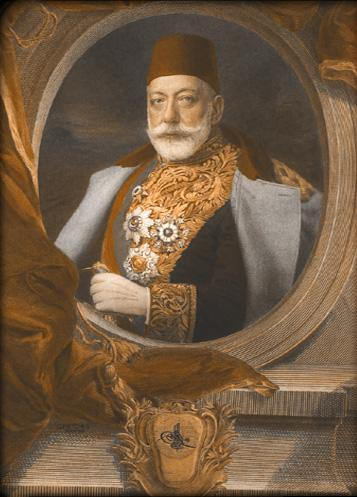
محمد الخامس
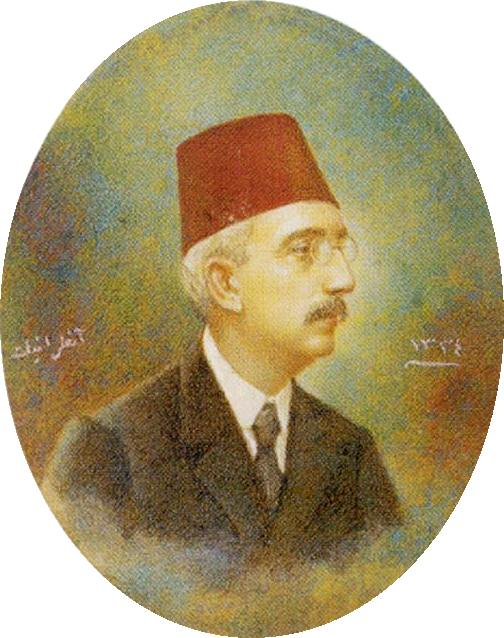
محمد السادس

## الحواشي
1. ↑  بدءًا من القرن الخامس عشر، تُركت الوظائف الحكومية العادية خارج سيطرة الدولة، وبدأت كل ملة في إدارة مدارسها الخاصة، وجمع الضرائب لدعم الطائفة ورفاهيتها، وتنظيم ومراقبة أحيائها الخاصة ومعاقبة المخالفين وفقًا لقوانينها في محاكمها الخاصة. تمتعت المجموعات الدينية والعرقية المختلفة في ظل هذا النظام بحريات دينية وثقافية واسعة، واستقلال إداري ومالي وقانوني كبير.[3]
2. ↑   كانت قائمة الديانات الخاضعة للمفتشية هم المسلمين والمسيحيين الأرثوذكس والرسوليين والكاثوليك والإنجيليين والسريان واليهود. وصنفت المفتشية الأكراد الذين كانوا يقاتلون من أجل الحكم الذاتي في نفس المنطقة بأنهم مسلمون. وفي 1908 ضم البرلمان العثماني 288 مقعدًا، أخذ الأرمن 14 مقعدًا.
3. ↑  فيما يتعلق بأحكام التحالف للدفاع المشترك، فقد كان هدف اليابان هو دخول الحرب العالمية الأولى مع الجانب البريطاني.
4. ↑  البرقية الروسية التي أبلغت بالاتفاق المقبل: "وهكذا فإن قانون 22 يناير 1914 يعني بلا شك ظهور حقبة جديدة وأكثر سعادة في تاريخ الشعب الأرمني. ومن حيث الأهمية السياسية: فهو مشابه لقانون فيرمان 1870 الذي تم تأسيس البطريركية البلغارية وتحرير البلغار من الوصاية اليونانية. ويجب أن يشعر الأرمن أن الخطوة الأولى قد اتخذت نحو تحريرهم من نير تركيا. واتفاقية 26 يناير 1914 لها في نفس الوقت أهمية كبيرة للوضع الدولي لروسيا. فقد وقع الصدر الأعظم عليها شخصيًا وممثل روسيا ويتعهد الأتراك بتسليم مذكرة إلى الدول تم تحديد محتوياتها بدقة. وهكذا تم التأكيد رسميًا على الدور البارز لروسيا في المسألة الأرمنية.وهكذا تم التأكيد رسميًا والمصادقة على المادة 16 من معاهدة سان ستيفانو إلى حد ما".
"[45] 
م. جولكيفيتش القائم بأعمال السفارة الروسية
5. ↑  حول جمهورية أرمينيا الأولى. «في صيف 1918 انتقلت المجالس الوطنية الأرمنية على مضض من تفليس إلى يريفان لتولي قيادة الجمهورية من الديكتاتور الشعبي آرام مانوكيان والقائد العسكري الشهير دراستامات كانيان. ثم بدأت العملية الشاقة المتمثلة في إنشاء آلية إدارية وطنية في بؤس منعزل ومنغلق. لم يكن هذا هو الحكم الذاتي أو الاستقلال الذي حلم به المثقفون الأرمن والذي من أجله تم التضحية بجيل من الشباب. ومع ذلك وكما حدث فقد كان مقدّرًا للشعب الأرمني أن يستمر في وجوده القومي."[50]» — R.G. Hovannisian جمهورية أرمينيا الأولى 28 مايو 1919 – 2 ديسمبر 1920.

## فهرس المصادر
- Akın, Yiğit (2018). When the War Came Home: The Ottomans' Great War and the Devastation of an Empire. Palo Alto, CA: Stanford University Press. ISBN:978-1-503-60490-2.
- Albertini، Luigi (2005). The Origins of the War of 1914. New York: Enigma Books. ج. I.
- Bandžović، S. (2003). "Ratovi i demografska deosmanizacija Balkana (1912-1941)" [Wars and Demographic De-Ottomanization of the Balkans (1912–1941)]. Prilozi. Sarajevo. ج. 32: 179–229.
- David، Murphy (2008). The Arab Revolt 1916–18 Lawrence sets Arabia Ablaze (ط. 3). London: Osprey. ISBN:978-1-84603-339-1.{{استشهاد بكتاب}}:  صيانة الاستشهاد: ref duplicates default (link)
- Erickson، Edward (2013). Ottomans and Armenians: A Study in Counterinsurgency. Palgrave Macmillan. ISBN:978-1137362209.{{استشهاد بكتاب}}:  صيانة الاستشهاد: ref duplicates default (link)
- Erickson، Edward (2001). Order to Die: A History of the Ottoman Army in the First World War. Palgrave Macmillan. ISBN:0-313-31516-7.{{استشهاد بكتاب}}:  صيانة الاستشهاد: ref duplicates default (link)
- Erickson، Edward (2003). Defeat in Detail: The Ottoman Army in the Balkans, 1912–1913. Westport: Palgrave Macmillan.{{استشهاد بكتاب}}:  صيانة الاستشهاد: ref duplicates default (link)
- Finkel، Caroline (2005). Osman's Dream: The Story of the Ottoman Empire, 1300–1923. Basic Books.
- McDowall، David (1996). A Modern History of the Kurds. London: I.B. Tauris. ISBN:1850436533.
- Nicolle، David (2008). The Ottomans: Empire of Faith. Thalamus Publishing. ISBN:978-1902886114.
- Fromkin، David (2009). A Peace to End All Peace: The Fall of the Ottoman Empire and the Creation of the Modern Middle East. Macmillan.
- Kent، Marian (1996). The Great Powers and the End of the Ottoman Empire. Routledge. ISBN:0714641545.
- Lewis، Bernard (30 أغسطس 2001). The Emergence of Modern Turkey (ط. 3). Oxford University Press, USA. ISBN:0-19-513460-5.{{استشهاد بكتاب}}:  صيانة الاستشهاد: ref duplicates default (link)
- Ishkanian، Armine (2008). Democracy Building and Civil Society in Post-Soviet Armenia. New York: Routledge. ISBN:978-0-203-92922-3.
- Minahan، James (2002). Encyclopedia of the stateless nations. 1. A – C. Greenwood Publishing Group. ISBN:978-0-313-32109-2. مؤرشف من الأصل في 2023-03-26. اطلع عليه بتاريخ 2013-06-01.
- Reynolds، Michael A. (2011). Shattering Empires: The Clash and Collapse of the Ottoman and Russian Empires 1908–1918. Cambridge University Press. ص. 324. ISBN:978-0521149167.
- Chatterji، James Nikshoy C. (1973). Muddle of the Middle East. Abhinav Publications. ISBN:978-0-391-00304-0. مؤرشف من الأصل في 2023-03-26. اطلع عليه بتاريخ 2013-06-01.
- Trumpener، Ulrich (1962). "Turkey's Entry into World War I: An Assessment of Responsibilities". Journal of Modern History. ج. 34 ع. 4: 369–80. DOI:10.1086/239180. S2CID:153500703.
- Laçiner، Bal؛ Bal, Ihsan (2004). "The Ideological And Historical Roots of Kurdist Movements in Turkey: Ethnicity Demography, Politics". Nationalism and Ethnic Politics. ج. 10 ع. 3. DOI:10.1080/13537110490518282. S2CID:144607707.
- Muller، Jerry Z (مارس–أبريل 2008)، "Us and Them – The Enduring Power of Ethnic Nationalism"، Foreign Affairs، مجلس العلاقات الخارجية، مؤرشف من الأصل في 2023-07-05، اطلع عليه بتاريخ 2008-12-30